# オルガ・ボズナンスカ
オルガ・ボズナンスカ（Olga Boznańska、1865年4月15日 - 1940年10月26日）はポーランドのポスト印象派の画家である。ポーランドの文学、芸術運動、「若きポーランド」(Młoda Polska)に参加した芸術家の一人である。

## 略歴
クラクフに鉄道技術者の娘に生まれた。母親はフランス人であった。妹のイザベラと母親から絵を学んだ後、1878年に両親と妹とパリ万国博覧会を見物した。1883年からユゼフ・シェドレツキ(Józef Siedlecki)やカジミエシュ・ポフヴァルスキ(Kazimierz Pochwalski)から絵を学び、医師のアドリアン・バラニツキ(Adrian Baraniecki)がクラクフに創立した技術・商業博物館に設けられた女性のための絵画学校でアントニ・ピオトロフスキー(Antoni Piotrowski)らに学んだ。
1886年にミュンヘンに移り、クリヘルドルフ(Carl Kricheldorf)の画塾で学び、ドイツの画家、ヘートヴィヒ・ヴァイスと共同でスタジオを開いた。ヴィルヘルム・デュル(Wilhelm Dürr)にも1889年まで学んだ。ミュンヘンの美術館、アルテ・ピナコテークで巨匠の作品を模写して修行し1889年に自分だけのスタジオに移った。その後パウル・ナウエン(Paul Nauen)の指導も受け、1893年にナウエンの肖像画を描き、1894年にナウエンの肖像画をウィーンで開かれた国際展に出展し入選した。
当時のミュンヘンには、ポーランド出身の彫刻家のヴァツワフ・シマノフスキ(Waclaw Szymanowski)や画家のユゼフ・ブラント、アルフレッド・コワルスキーがいて彼らとも交流した。1895年にミュンヘンでテオドール・フンメルが開いていた美術学校を引き継いだ 。ミュンヘンから、クラクフやベルリン、ウィーンなどを何度も訪れ、パリもしばしば訪れた。
1898年にパリに移り、モンパルナス地区にスタジオを借りた。ポーランドの美術家協会、「シュトゥカ(Sztuka)」に1898年に加入した。1901年にフランス国民美術協会の会員になった。パリの私立の美術学校、グランド・ショミエール芸術学校やアカデミー・コラロッシ、アカデミー・ヴィッティで教えた。
1912年にフランス政府からレジオンドヌール勲章（シュヴァリエ）を受勲し、1936年にポーランド文芸アカデミー(Polska Akademia Literatury)の金冠賞を受賞した。ポーランド復興勲章も受勲した。
パリで死去した。

## 作品

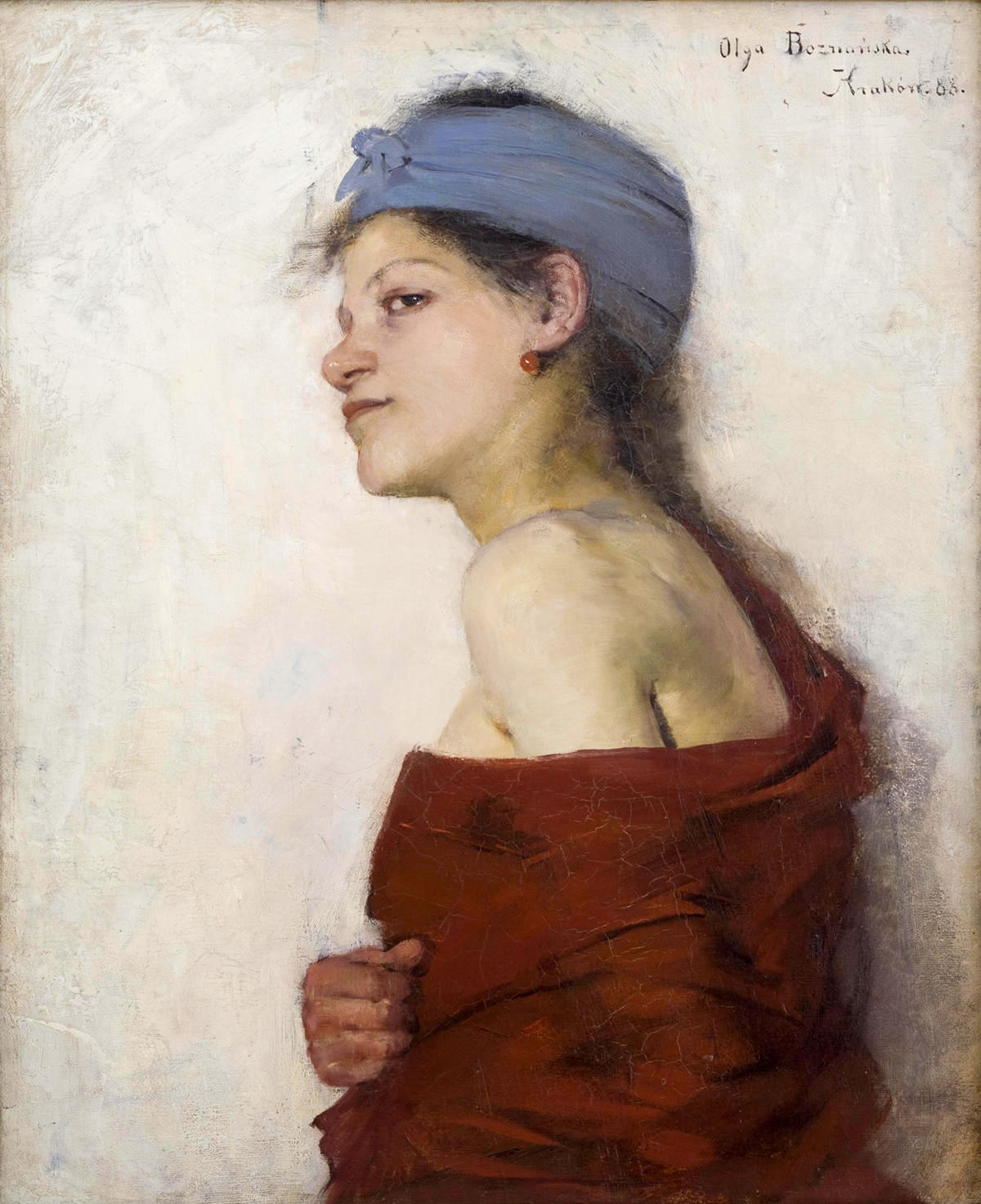
婦人像 (1888)
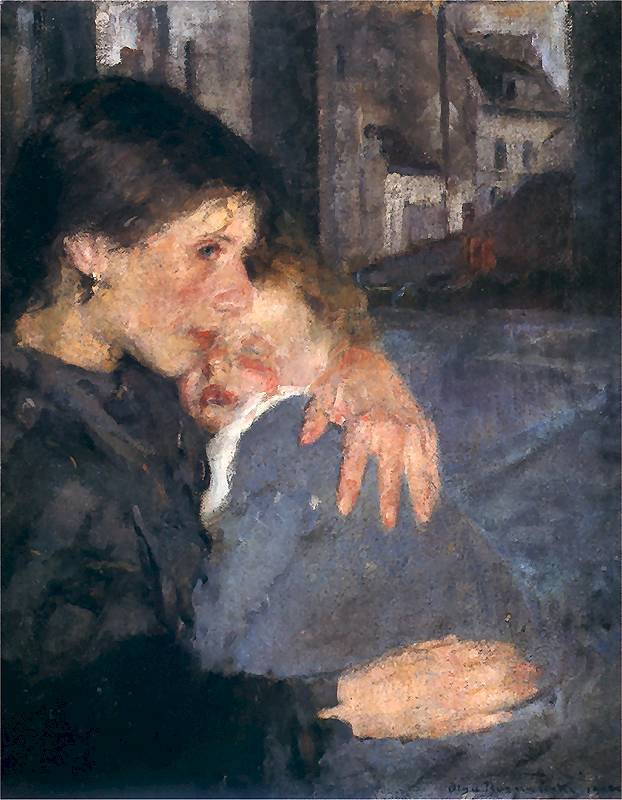
母子像 (1902)
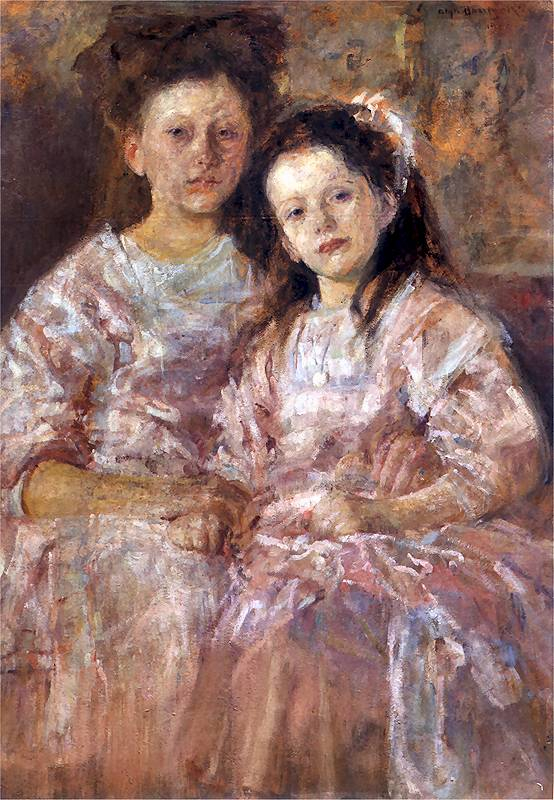
ヘレナとヴワディスワヴァ・フミエラルチクの肖像(1906)
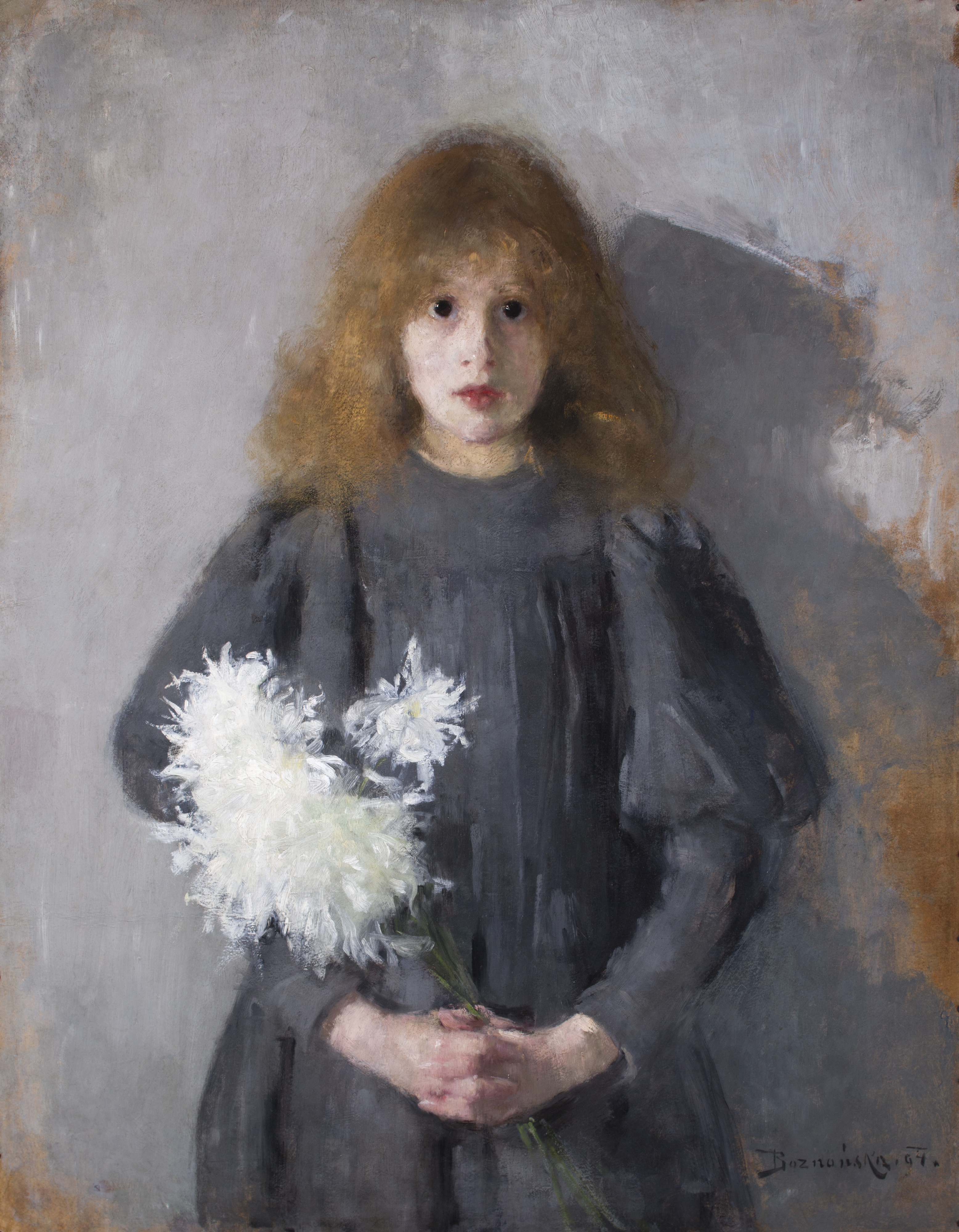
菊の花を持つ少女(1894)